# Seleção de Futebol dos Estados Unidos Sub-20
A Seleção Estadunidense de Futebol Sub-20, também conhecida por Estados Unidos Sub-20, é a seleção de futebol dos Estados Unidos formada por jogadores com idade inferior a 20 anos.